# جایزه بزرگ آفریقای جنوبی ۱۹۷۶
جایزه بزرگ آفریقای جنوبی ۱۹۷۶ (انگلیسی: ‎1976 South African Grand Prix‎) یک مسابقهٔ موتوری در رشتهٔ اتومبیل‌رانی فرمول یک بود که در تاریخ ۶ مارس ۱۹۷۶ در کیالامی واقع در میدراند، خاوتنگ، آفریقای جنوبی برگزار شد. این گراند پری در میان ۱۶ گراند پری در فصل ۱۹۷۶، مسابقهٔ شمارهٔ ۲ بود.
در این مسابقه که در ۷۸ دور و به مسافت ۳۲۰٫۱۱۲ کیلومتر (۱۹۸٫۹۰۸ مایل) برگزار شد، پول پوزیشن توسط جیمز هانت کسب شد و سریع‌ترین زمان برای طی یک دور پیست که برابر با ۱:۱۷٫۹۷ بود نیز توسط نیکی لائودا به ثبت رسید.
نیکی لائودا از تیم فراری، جیمز هانت از تیم مک‌لارن-فورد و یوخن ماس از تیم مک‌لارن-فورد به‌ترتیب مقام‌های اول تا سوم مسابقه را کسب کردند.

## رده‌بندی قهرمانی پس از مسابقه
| جایگاه | راننده       | امتیاز |
| ------ | ------------ | ------ |
| ۱      | نیکی لائودا  | ۱۸     |
| ۲      | پاتریک دیپلر | ۶      |
| ۳      | جیمز هانت    | ۶      |
| ۴      | یوخن ماس     | ۵      |
| ۵      | جودی شکتر    | ۵      |
| منبع:  |              |        |

| جایگاه | سازنده      | امتیاز |
| ------ | ----------- | ------ |
| ۱      | فراری       | ۱۸     |
| ۲      | تایرل-فورد  | ۹      |
| ۳      | مک‌لارن-فورد | ۷      |
| ۴      | شدو-فورد    | ۴      |
| ۵      | مارچ-فورد   | ۳      |
| منبع:  |             |        |

یادداشت
- تنها پنج جایگاه نخست از هر رده‌بندی نمایش داده شده‌است.